# Carcharhinus humani
Carcharhinus humani ist eine kleine Haiart, die im westlichen Indischen Ozean und im Persischen Golf vorkommt. Sie wurde erst Mitte 2014 anhand von 5 Typusexemplaren beschrieben, die vor den Küsten von Kuwait, Sokotra, Mosambik und Südafrika gefangen wurden.

## Merkmale

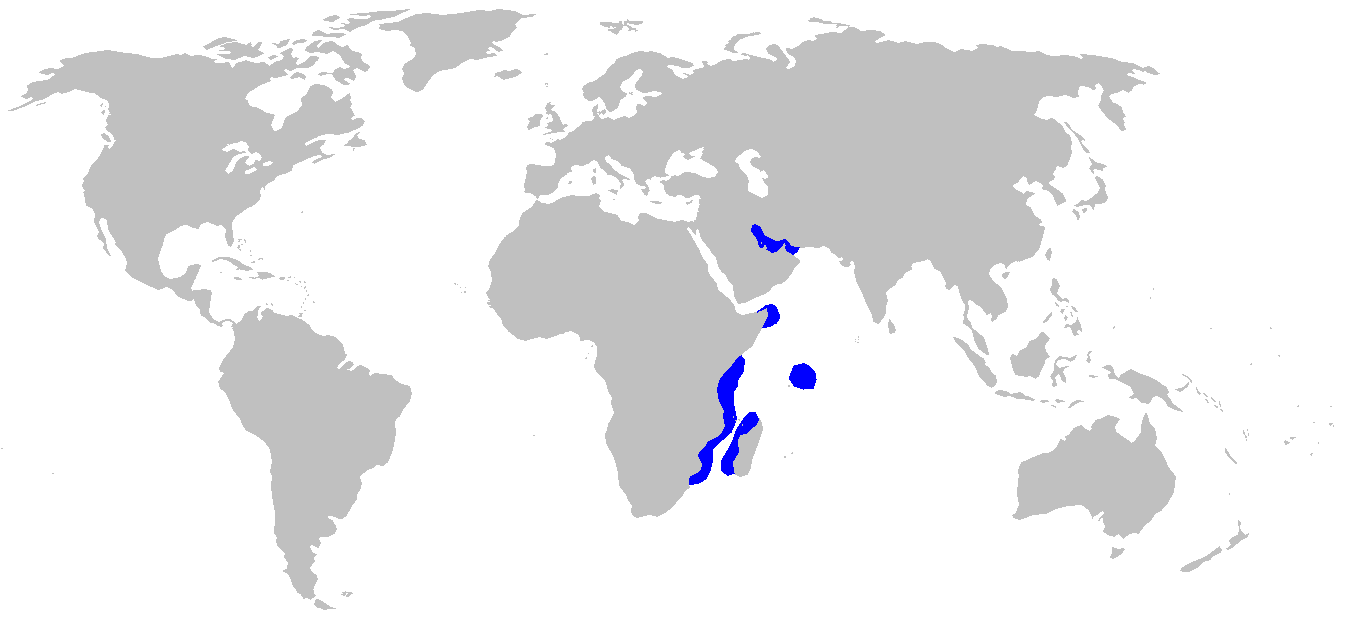
Verbreitungsgebiet von Carcharhinus humani (blau)

Carcharhinus humani gehört innerhalb der Gattung Carcharhinus zur C. dussumieri/sealei-Gruppe (C. sealei-Untergruppe) und ist, wie alle Haie dieser Gruppe, ein kleiner, schlanker Hai mit einer Gesamtlänge von bis zu 83 cm. Die Art hat eine leicht sichelförmige erste Rückenflosse und eine schwarzspitzige zweite Rückenflosse, während alle anderen Flossen einfarbig sind. Die Schnauze ist nicht abgeflacht und ist von oben und unten betrachtet abgerundet und von der Seite betrachtet eng abgerundet. Vom nah verwandten Schwarzfleckhai (C. sealei) unterscheidet sich Carcharhinus humani durch ein längeres Rostrum und den scharf von der Umgebung abgegrenzten Fleck auf der zweiten Rückenflosse, der nicht bis zur Rückenoberfläche reicht. Beim Schwarzfleckhai ist der Fleck nur diffus abgegrenzt und erstreckt sich normalerweise bis zum Rücken. Von Carcharhinus coatesi unterscheidet sich Carcharhinus humani durch die kürzere erste Rückenflosse, die höhere zweite Rückenflosse und eine größere Anzahl von Wirbeln (152–167 vs. 134–147). Bei Geburt beträgt die Gesamtlänge der ein bis zwei Haijungen pro Muttertier 35 bis 45 cm.
Carcharhinus humani ist die einzige Art der C. sealei-Untergruppe die im westlichen Indischen Ozean vorkommt. Sie lebt in Tiefen von bis zu mindestens 43 m.